# K. u. k. Militärverwaltung in Serbien
Il K. u. k. Militärverwaltung in Serbien (letteralmente "Imperiale e regia Amministrazione militare in Serbia" in lingua tedesca) fu l'amministrazione militare istituita dall'Impero austro-ungarico per controllare i territori del Regno di Serbia ottenuti grazie alla vittoria nella campagna di Serbia della prima guerra mondiale.
L'amministrazione militare ebbe inizio nel gennaio 1916, proseguendo fino alla resa delle forze austro-ungariche agli Alleati nel novembre 1918.

## Governatori militari
Dati tratti da
| N. | Immagine | Nome                                          | Entrata in carica | Cessazione dalla carica |
| -- | -------- | --------------------------------------------- | ----------------- | ----------------------- |
| 1  |          | Feldmarschallleutnant Johann von Salis-Seewis | 1º gennaio 1916   | 6 luglio 1916           |
| 2  |          | Generaloberst Adolf von Rhemen                | 6 luglio 1916     | 1º ottobre 1918         |
| 3  |          | Feldmarschallleutnant Hermann Kövess          | 1º ottobre 1918   | 1º novembre 1918        |